# يم (إله)
يَمّ هو إله سوري كنعاني كان يعتقد قدماء السوريين بأنه يسيطر على المحيطات والأنهار والبحيرات والينابيع، وهو واحد من أبناء «إيل» كبير الآلهة، ويمثل «يم» المياه البدئية والهيولى والعماء والجمود، في مقابل الخصب والحياة والأمطار الوفيرة التي يمثلها الإله «بعل». وفي اللغات السامية (مثل العربية والآرامية والأوغاريتية والعبرية) تعني الكلمة «بحر».
كان ليَمّ دور بارز في الأساطير التي اكتشفت في ألواح مدينة أوغاريت، حيث تحكي الأسطورة بأن الإله «إيل» كان قد منحه الملكوت الإلهية في بداية الزمان، علماً بأن «إيل» كان يعدّ كبير مجمع الآلهة، وذات يوم، طلب رسول «يم» من كبير الآلهة «إيل»، بأن يصبح الإله «بعل» عبداً ليَمّ، وعلى ما يبدو فإن «بعل» تحاشى الصدام مع «يم» ولجأ إلى مجمع الآلهة لإنصافه، إلا أن مجمع الآلهة نفسه لم يكن قادراً على مواجهة«يم» الذي بدأ يبدي بعض مظاهر التمرد واللامبالاة تجاه مجمع الآلهة بعد أن تنامى سلطانه، ونتيجة لذلك، يطلب «إيل» من «بعل» أن يخضع ليم وأن يكون عبداً له، إلا أن «بعل» يرفض، فينشب صراع مرير بين الإلهين «بعل» و«يم» ينتهي بانتصار «بعل» وبتنصيبه ملكاً عوضاً عن «يم».
يبدو دور يم مشابهاً لدور «تعامة» التي تمثل المياه الأولى والمحيط البدئي وتنين العماء والهيولى الأصلية في الأساطير البابلية.

## النصوص الأوغاريتية
اشتهر يم من خلال النصوص الأوغاريتية، على الرغم من أنه كان إلهًا منخفض المرتبة في البانثيون الأوغاريتي. في القائمة القياسية للآلهة، يحتل المركز الثلاثين، بعد تجمع الآلهة الذي يُعامل كمجموعة (بوكرو إليما) وقبل أوثاتو، والمبخرة المؤلهة. في قائمة القرابين المقابلة، هو متلقي الكبش، مثل معظم الآلهة الأخرى. يتلقى نفس الحيوان في نص بعنوان «طقوس التضحية لآلهة الأرض». ذُكر قربان آخر للكبش في النص آر إس 1.009، والذي ينص على أنه تم في اليوم الثالث من شهر غير محدد. يذكر آر إس 1.001، النص الأول الذي اكتشِف أثناء التنقيبات في رأس شمرا، وهو وصف لطقوس تجري على مدار يوم وليلة واحدة، التضحية ببقرة إلى يم في الليل، بعد تقديم قربان مشابه للإلهة إيشخارا وقبل تقديمات موجهة إلى بعل ويارخ. في قائمة مشابهة، آر إس 24.246 احتل يم وبعل السطر نفسه ضمن الموقع الثالث، بعد إيشخارا وقبل يارخ. قد يعكس هذا الموضع تفاعلاتهم في دورة بعل.
حُدد ثلاثة عشر شخصًا يحملون أسماء إلهية تستدعي يم في النصوص الأوغاريتية. من الأمثلة على ذلك يم إيلو (يم هو الله)، وإيلو يم (الإله هو يم)، وملكيم (الملك هو يم)، وعبد يم (خادم يم).

### دورة بعل
في دورة بعل (النصوص الأبجدية المسمارية من أوغاريت 1.1-1.6)، يُصور يم كأحد أعداء الإله الرئيسي، بعل. يم هو المنافس الرئيسي لبعل في الصراع على لقب ملك الآلهة. يُعتبر الصراع بين يم وبعل واحدًا من ثلاث حلقات رئيسية في دورة بعل، إلى جانب بناء قصر بعل وصراعه مع موت. يشكل هذا الصراع نحو ثلث التركيبة الكاملة لدورة بعل. وقد لخَّص ثيودور جاي. لويس المواجهة بينهما بوصفها «ثاني أكثر المشاهد إثارة في دورة بعل (يتفوق عليها فقط معركة بعل مع موتو)».

فكرة القتال بين إله الطقس والبحر ظهرت لأول مرة في رسالة أرسلها نور سين، ممثل ماري في حلب، إلى الملك زمري ليم. تحتوي مقطعًا على شكل رسالة من هدد:
لقد أعطيتُ هذه الأرض كلها إلى يحدون-ليم! وعلاوة على ذلك، بسبب أسلحتي، لم يكن له منافس. لكنه تخلى عني، لذا فإن الأرض التي أعطيتها له أمنحها إلى شمشي-أدد. [...] حتى أتمكن من إعادتك إلى عرش بيت أبيك. لقد أعدتك! أعطيتك الأسلحة التي بها حاربت البحر. مسحتك بزيت انتصاري، فلم يقف أحد ضدك.
لقد قيل إن تعويذة إيبلا التي ينتصر فيها إله الطقس، هادا، على الثعابين بمساعدة أماريك، قد تكون مثالًا أقدم، ولكن وفقًا لدانيال شويمر، لا يوجد دليل قاطع لصالح هذا التفسير. في التقليد المبكر، كان يُعرف عدو إله الطقس باسم تيمتوم، وهو «نومن البحر». كُتب اسم هذا الكائن دون رمز (دينغر) الإله في الكتابة المسمارية، ما يميزها عن الآلهة الأخرى التي تُكتب بأسمائها مصحوبة بهذا الرمز. حددت النقوش التي تظهر إله الطقس وهو يضرب أفعى مؤقتًا كمثال على المعركة بين أدد وتيمتوم. اقترح ماسيج بوبكو أن فكرة المعركة ضد البحر وصلت إلى داخل سوريا من أوغاريت، لكن هذا التفسير يعتبر غير مرجح. على الأرجح دُمجت نسخة مختلفة من الرواية المعروفة من ماري في التقليد الأوغاريتي، ونتيجة لذلك في نهاية المطاف في دورة البعل.
في بداية السرد الأوغاريتي، قُدم يم باعتباره مرشح إيل المفضل لمنصب ملك الآلهة، ويبدو أنه تمتع بدعم كبير من المجلس الإلهي. يوصف بأنه «محبوب إيل» (مد إيل)، وهو ما يعكس المكانة الخاصة التي خصصها له رئيس البانثيون. حصل منه أيضًا على اسم جديد، واي دبليو. تفسير هذا الاسم ما يزال موضع خلاف بين العلماء، لكن هناك اقتراحات تربطه بالإله يهوه المعروف من تاريخ فيلو البيبلوسي للفينيقيين، وهو إله كان يُعبد في بيروت في العصور القديمة. يُعتبر يهوه أكثر احتمالًا أن يكون إلهًا محليًا فينيقيًا وليس إسرائيليًا، والتعرف على يهوه باعتباره يم/ واي دبليو، على الرغم من عدم تأكيده بشكل كامل، مفضل على معادلته بعبادة يهوه الإسرائيلية، حيث تبقى علاقة يهوه بالفينيقيين مسألة خلافية. من الممكن أن يكون أثيرات مسؤولًا عن إعلان منح الاسم الإضافي إلى يم. يخاطب إيل أيضًا يم باعتباره ابنه، وهو ما قد يعكس النسب الفعلي أو التبني المتعلق بوضعه الملكي. إيل يأمر كوثار-وا-حسيس ببناء قصر لإله البحر، ويُعتبر بناء القصر رمزًا لشرعية حكمه. تقدم الرواية الأوغاريتية يَم كمرشح قوي ومدعوم من إيل لمنصب ملك الآلهة، حيث يمنحه إيل اسمًا جديدًا ويأمر ببناء قصر له لإضفاء الشرعية على حكمه. على الرغم من الدعم القوي ليَم، يُقدم الراوي بعل مرشحًا أفضل للمنصب، مما يبرز التنافس بين الآلهة في الأساطير الأوغاريتية.

## اقرأ أيضاً
- أوغاريت
- إيبلا
- الكنعانيون

## روابط خارجية
- The Epic of Ba'al - online text
- The Historical Evolution of the Hebrew God
- "Putting God on Trial: The Biblical Book of Job" - a Biblical reworking of the combat motif between Yaw and Baal
- "Baalism in Canaanite Religion and Its Relation to Selected Old Testament Texts" - an overview of primary sources with a list of secondary sources
- Yam in the Bible: Habakkuk 3:8, Psalms 74:13, Job 7:12from a translation note in the New Jewish Publication Society of America Version